# Инверсный нос
Инверсный нос (перевёрнутый, обратный нос) — разновидность передней части судна (носа), заключающаяся в том, что его передняя точка находится не в верхней его части, а в нижней.
Такой тип носа присущ многим типам судов: яхтам, грузовым и военным.
Одной из компаний, создающей такие гражданские суда (с носом X-bow), является норвежская Ulstein Group, по мнению которой такой нос улучшает управление кораблём и снижает расход топлива за счёт меньшего гидродинамического сопротивления. По состоянию на 2015 год ей поступили заказы на более, чем 100 таких судов.
В США выпускают эскадренные миноносцы типа «Замволт», выполненные по стелс-технологии, имеющие такие носы.
Такой тип носа имеют некоторые катамараны-участники регат на Кубок Америки, в частности Oracle Team USA 17.
- Яхта A
- Буксир X-Bow